# Scutops marcgrafi
Scutops marcgrafi är en tvåvingeart som beskrevs av Dalton de Souza Amorim 1990. Scutops marcgrafi ingår i släktet Scutops och familjen savflugor. Inga underarter finns listade i Catalogue of Life.